# 松平康親 (福釜松平家)
松平 康親（まつだいら やすちか）は、安土桃山時代から江戸時代初期にかけての武将、江戸幕府旗本。福釜松平家4代当主。

## 生涯
天正9年（1581年）、父の親俊が死去した。康親はまだ幼年（「いまだいとけなし」）であったが、型通りの家督相続が認められ、徳川家康に仕えた。
天正18年（1590年）、徳川家康が関東に入国した際に、下総国香取郡・武蔵国多摩郡で若干の知行地を与えられた。慶長元年（1596年）に大番頭となるが、のちに辞職（ただし『徳川実紀』は康親没時の役職を大番頭としている）。慶長5年（1600年）の関ケ原の合戦後、福釜の旧領に帰らせた。
『徳川実紀』によれば、慶長10年（1605年）4月16日に徳川秀忠が征夷大将軍に任じられた際、同時に「松平右京康親」が従五位下に叙せられ筑後守に任じられた。『寛政譜』では叙任の日付を8月7日としており、同時に家康の偏諱を与えられて「康親」と称したとある（『寛政譜』にはこれ以前の諱について記載はない）。この由緒から、子孫も諱に「康」の字を用いた。この慶長10年（1605年）より伏見城番を務めた。
両度の大坂の陣にも従軍した。元和3年（1617年）2月23日、福釜において死去、51歳。
『寛政譜』によれば、初代親盛から4代康親までは福釜の宝泉院を葬地としたという。現代では宝泉院の西100mほどの場所にある「松平墓地（福釜城主墓域）」に、初代親盛から5代康盛までの福釜松平家歴代の墓が移されている。

## 備考
- 慶長16年（1611年）2月、康親は駿府の徳川家康のもとに参勤したが、前年冬に康親が献上した鷹が優秀なことに感心していた家康は康親を召し出し、この鷹が捕らえた鳥で饗応し、また盃を与えた[6]。